# Anzio
Anzio er en by og comune på kysten i regionen Lazio i Italien omkring 57 km syd for Rom. 
Byen er bedst kendt for sin havn, hvor der fiskes fra og afgår færger fra til de Pontinske øer Ponza, Palmarola og Ventotene. Byen har stor historisk betydning da byen var et vigtigt allieret landgangssted før slaget ved Anzio under 2. verdenskrig.